# Pierfrancesco Pavoni
Pierfrancesco Pavoni, född den 21 februari 1963, är en italiensk före detta friidrottare som tävlade i kortdistanslöpning.
Pavonis genombrott kom när han blev silvermedaljör på 100 meter vid EM 1982 i Aten. Vid VM 1983 blev han utslagen i kvartsfinalen på 100 meter. Emellertid ingick han i stafettlaget på 4 x 100 meter som blev silvermedaljörer efter USA.
Vid VM 1987 slutade han sjua på både 100 och 200 meter. Samma år blev han bronsmedaljör på 60 meter vid inomhus-VM. Två år senare blev han åter bronsmedaljör på 60 meter vid inomhus-VM i Budapest.

## Personliga rekord
- 60 meter - 6,55 från 1990
- 100 meter - 10,22 från 1986
- 200 meter - 20,38 från 1987